# Anton Zajkowski
Anton Zajkowski, född den 5 augusti 1948 i Maleczewo, Polen, är en polsk judoutövare.
Han tog OS-silver i herrarnas halv mellanvikt i samband med de olympiska judotävlingarna 1972 i München.